# Малиновски, Эстанислао
Эстанислао Малиновски (исп. Estanislao Malinowski; 21 февраля 1937 — 8 сентября 2012) — уругвайский футболист и футбольный тренер.

## Биография
Начинал игровую карьеру в клубе «Пеньяроль», откуда в 1960 году перешёл в «Дефенсор Спортинг». В 1961 году он сыграл два матча за национальную сборную Уругвая: 15 июля провёл полный матч против сборной Боливии в рамках отбора к чемпионату мира 1962, а 23 декабря отыграл первый тайм в товарищеской встрече с Венгрией.
В 1988 году Малиновски возглавил гондурасский клуб «Олимпия», с которым в том же году выиграл Кубок чемпионов КОНКАКАФ. В 1991-92 годах тренировал сальвадорский клуб «Альянса». В 1992 году стал главным тренером сборной Гондураса. В 1993 году вместе со сборной выиграл Кубок наций Центральной Америки 1993.
Умер 8 сентября 2012 года от рака пищевода. У него осталась жена Грасиела и двое детей: Аленка и Эрик.